# Equinox (cómic)
Equinox (Terrance Sorenson) es un personaje ficticio, un supervillano que aparece en las publicaciones de Marvel Comics.

## Historia de publicación
Equinox, el Hombre Termodinámico, apareció por primera vez en Marvel Team-Up vol. 1 #23 (julio de 1974), y fue creado por Len Wein y Gil Kane. Él también apareció en Giant-Size Spider-Man #1, también en julio de 1974, y una historia de dos partes en Marvel Team-Up vol. 1 #59-60 (julio-agosto de 1977). 
Después de un paréntesis de casi veinte años, el personaje apareció posteriormente esporádicamente, apareciendo en Marvel Comics Presents #147 (febrero de 1994), Código de Honor #1 (enero de 1997), Spider-Man Ilimitado #12 vol. 2 (enero de 2006), y Héroes de Alquiler vol. 2 #1 (octubre de 2006). Un imitador Skrull de Equinox apareció en Avengers: The Initiative #12 (junio de 2008), y #18.
Equinox recibió una entrada en All-New Official Handbook of the Marvel Universe A-Z #4 (2006).

## Biografía del personaje ficticio
Equinox es un joven afroamericano que obtuvo poderes sobrehumanos debido a la exposición accidental al equipo defectuoso de su padre después de un accidente de laboratorio. (Su madre es Margay Sorenson, jefe de ciencias naturales en el Bard College.)
Los poderes de Equinox fueron similares a los héroes la Antorcha Humana y el Hombre de Hielo, con quien luchó primero. Él también entró en conflicto con los superhéroes Spider-Man, Chaqueta Amarilla, y la Avispa, durante lo cual su origen fue revelado, los tres héroes logrando aparentemente curarlo utilizando la tecnología concebida por su madre y construida en el Edificio Baxter mientras los Cuatro Fantásticos estaban fuera.
Años más tarde, él luchó contra el Halcón. Posteriormente, Equinox se unió a Vil-Anon, un programa de doce pasos dedicado a ayudar a las personas a superar sus tendencias criminales.
Equinox apareció durante la Guerra Civil y cuando la ley de registro fue anunciada, quería dejar el país de nuevo. Contactó Viena para hacerle una identidad falsa nueva, pero no sabía que Viena trabajaba en secreto para los Héroes de Alquiler, que más tarde detuvieron a Equinox y varios otros supervillanos.
Equinox es después visto como un miembro del equipo Montana de la Iniciativa de los Cincuenta Estados, Fuerza de la Libertad, junto con Desafiador, Nube 9, Mentallo, y Ruleta.
Durante la Invasión Secreta, Equinox se reveló como un infiltrado Skrull y atacó a sus compañeros. El Skrull-Equinox no solo tenía las habilidades de Estrella de Fuego y el Hombre de Hielo para que coincida con los poderes del verdadero Equinox, también tenía algunas de las habilidades de Spider-Man. Él congeló a Hardball, Ryder y Riot (de la Skrull Kill Krew) en hielo y rompió el cristal sobre el cerebro de Mentallo. El Skrull-Equinox fue tiroteado en la cabeza por Nube 9 con un rifle de francotirador que usaba balas de adamantio.
Después de que la invasión ha terminado, el Equinox verdadero es visto, aunque descolorado, en una reunión de apoyo del grupo con los otros que habían sido reemplazados por Skrulls. Equinox desde entonces ha retomado el servicio activo con la Fuerza de la Libertad. Debido a su pasado criminal, Norman Osborn elige a su equipo entre los reunidos por Stark para ayudar a algunos otros Equipos de la Iniciativa para aprehender al equipo Pesos Pesados en secesión.
Durante los Confines de la Tierra, Equinox fue visto en un alboroto. Spider-Man usa su propia versión del planeador y bombas del Duende Verde para derrotar a Equinox.
Siguiendo la historia de Avengers vs. X-Men, Equinox participa en un motín en la prisión. Mimic y Rogue responden al motín. Copiando los poderes de Equinox, Armadillo y Hombre-Toro, Mimic y Rogue detienen el motín.
Equinox regresa en All-New, All-Different Marvel cuando Kang el Conquistador le lava el cerebro para atacar a los Vengadores. Mister Gryphon crea múltiples réplicas temporales de Equinox al hacer que sus yoes futuros lo ayuden en su asalto. Sin embargo, es derrotado cuando Spider-Man finge estar bajo la influencia de Kang para que pueda identificar la versión más antigua de Equinox presente como el único sorprendido por su conversión y luego lo noquea, eliminando también a todos los futuros Equinox.

## Poderes y habilidades
Equinox posee a la vez piroquinesis y crioquinesis así como super-fuerza y durabilidad. Continuamente experimenta "transiciones térmicas" para que parte de su cuerpo siempre esté en llamas y parte de su cuerpo está cubierta de hielo. La variedad de estos poderes le ha llevado cada vez más demente en el tiempo. Equinox tiene fuerza sobrehumana y puede generar tanto calor intenso como frío extremo.

## En otros medios

### Videojuegos
- Equinox aparece en Marvel: Ultimate Alliance 2, con la voz de Jimmie Wood. Se le muestra inyectado con un nanocito de control y desatado sobre los héroes cuando se infiltran en la Prisión 42.